# Mas d'en Giol
El Mas d'en Giol és un mas, considerat com a monument protegit com a bé cultural d'interès local del municipi de Botarell (Baix Camp).

## Descripció
Està situat prop del marge dret de la riera d'Alforja, vora la carretera d'Alcolea. El conjunt del mas el formen tres edificis: la casa dels propietaris, la casa dels masovers i l'antiga capella. És una construcció rectangular amb possible torre en l'angle, porta amb arc de mig punt, i el pis principal amb esplandits de motllures a les finestres. Té una galeria alta correguda a la façana, excepte a l'angle de la possible torre, que donaria uns cinc o sis metres de costat. Va haver-hi una capella, actualment desafectada, de la qual es van retirar tots els objectes del culte (excepte la campana, que es conserva encara al mur de la façana), i va ser convertida en magatzem. És un edifici d'estil renaixentista popular, restaurat modernament i completament arrebossat.

## Història
Es tracta, segons la tradició popular, d'un mas molt antic construït «en temps dels moros». Amb les seves gairebé seixanta hectàrees és, de bon tros, la propietat més gran del terme. Formava part del terme de la Quadra dels Tascals, i ara forma part del terme de Botarell però pertany a la parròquia de les Borges. Es troba documentat des del segle xvi, i la construcció actual sembla de cap al mil cinc-cents, aprofitant una torre medieval anterior. Actualment la masia està restaurada, i presenta diferents transformacions que s'han fet al llarg dels anys. Com a curiositat cal destacar que al pla del Mas, durant la Guerra Civil espanyola, hi va aterrar un avió avariat.